# La llave menor de Salomón
El Lemegeton Clavicula Salomonis (en español, La llave menor de Salomón), también conocido como Lemegeton, es un grimorio anónimo del siglo XVII, y uno de los libros de demonología más populares.

## Título
Lemegeton Clavicula Salomonis se ha traducido tradicionalmente al español como La llave menor de Salomón, aunque 'lemegeton' no tiene ningún significado conocido en latín clásico o medieval, y probablemente sea una palabra usada por el autor, mal conocedor de latín, para decir 'menor'. De hecho, clavicula ya es una palabra latina que quiere decir llave pequeña o llave menor. Este nombre hace referencia al libro Clavícula de Salomón (La Llave de Salomón), un grimorio de los siglos XIV o XV, el cual la tradición lo atribuye al rey Salomón.

## Origen y autoría
Aunque las primeras referencias conocidas al libro son del siglo XVII, muchos de sus textos datan del siglo XVI (como el Pseudomonarchia daemonum de Johann Weyer) y de la Baja Edad Media (parte del material de la primera sección, acerca de la invocación de demonios, es del siglo XIV o anterior). Se cree además que otras partes se inspiran en libros cabalísticos y del misticismo musulmán. El texto, por su parte, proclama haber sido escrito por el rey Salomón, aunque esto es altamente improbable. Los títulos de nobleza asignados a los demonios y las alabanzas a Jesús o a la Santísima Trinidad que aparecen en el texto son, por descontado, muy posteriores.

### Versiones modernas
En la actualidad existen numerosas versiones modernas que pueden ser encontradas impresas o en Internet. La edición inglesa es considerada como una traducción "revisada" (alterada), realizada en 1904 por Samuel Mathers y editada por Aleister Crowley, la cual fue usada en su tiempo como manual de instrucciones para invocar a los espíritus mencionados en el libro. Estas versiones se diferencian entre sí en los detalles y en los nombres de los espíritus. Puesto que la versión original se encuentra en el vaticano. 
En 2023 se publicó una traducción completa al español basada en los manuscritos originales.

## Contenido
La llave menor de Salomón contiene detalladas descripciones de espíritus, así como los conjuros necesarios para invocarlos y obligarles a cumplir la voluntad del conjurador (llamado en el libro exorcista). También se explican en detalle las acciones previas a la invocación, tanto la fabricación de los elementos que se emplearán en el ritual (amuletos, círculos, signos, sellos), como los rituales necesarios para evitar que los espíritus tomen el control y otros rituales de protección.
La tradición del poder de Salomón sobre los espíritus aparece también en otras culturas del Oriente Próximo y Medio. Ejemplo de ello es el libro Las mil y una noches, recopilación de cuentos del ámbito árabe-musulmán en la que se indica que Sulaymán (Salomón), hijo de Daud (David), es considerado Señor de los Ifrit (genios poderosos del folclore árabe). También se dice que castigó a los ifrit rebeldes que se negaron a someterse a su obediencia encerrándolos en jarrones tapados con un sello de plomo en el que figura impreso el nombre de Alá. En estos jarrones se inspiran probablemente las "lámparas maravillosas" de la cultura popular moderna.

## Partes
El libro se divide en cinco partes, que constituyen tratados sobre diferentes materias: Ars Goetia (demonología e invocación de demonios), Ars Theurgia Goetia (clasificación de espíritus aéreos y su invocación), Ars Paulina (angelología e invocación de ángeles), Ars Armadel (construcción de un almadel) y Ars Notoria (rezos mágicos).

### Ars Goetia

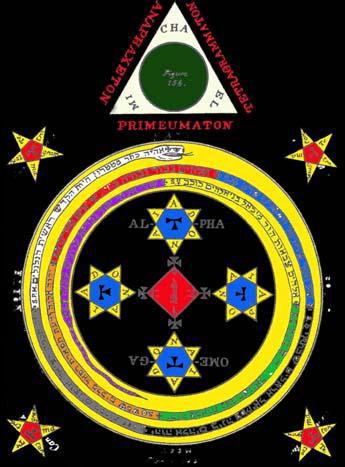
El círculo y el triángulo son usados en la invocación de los 72 espíritus del Ars Goetia: el practicante debe permanecer en el círculo, mientras que se cree que el espíritu invocado aparecerá dentro del triángulo.

La primera sección, llamada Ars Goetia (en latín medieval, el arte de la goecia, que significa brujería -del griego γοητεία, goēteia-) contiene las descripciones de los 72 demonios que se dice que Salomón invocó, encerró en vasijas de bronce selladas mediante símbolos mágicos y obligó a trabajar para él. El libro asigna un rango y un título de nobleza a los miembros de la jerarquía infernal, y un signo "al que deben lealtad" (más conocido como sello). Además, esta parte enseña a construir una vasija similar a las de Salomón y a usar las fórmulas mágicas para llamar a estos demonios de forma segura.
Una edición inglesa revisada del Ars Goetia fue publicada en 1904 por el ocultista Aleister Crowley. Crowley la usó como pieza clave de su popular e influyente sistema de práctica de la magia.

#### Los 72 demonios
La lista de entidades en el Ars Goetia se corresponde (en mayor o menor grado dependiendo de la edición) a la del Pseudomonarchia daemonum del demonólogo Johann Weyer, un apéndice de las últimas ediciones de su De praestigiis daemonum, de 1563, aunque difiere en cuanto a número y rangos. Como resultado de muchas traducciones, existen pronunciaciones diferentes para algunos de los nombres. La lista de demonios es la siguiente:

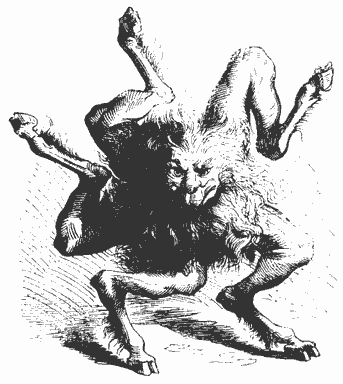
Una ilustración de Buer, el 10.º demonio, que enseña filosofía natural y moral. La ilustración fue realizada por Louis Le Breton para la edición de 1863 del Diccionario Infernal de Collin de Plancy (cuya 1.ª edición es de 1818).

1. Rey Bael
2. Duque Agares
3. Príncipe Vassago
4. Marqués Samigina
5. Presidente Marbas
6. Duque Valefor
7. Marqués Amon
8. Duque Barbatos
9. Rey Paimon
10. Presidente Buer
11. Duque Gusion
12. Príncipe Sitri
13. Rey Beleth
14. Marqués Leraje
15. Duque Eligos
16. Duque Zepar
17. Conde/Presidente Botis
18. Duque Bathin
19. Duque Sallos
20. Rey Purson
21. Conde/Presidente Marax
22. Conde/Príncipe Ipos
23. Duque Aim
24. Marqués Naberius
25. Conde/Presidente Glasya-Labolas
26. Duque Bune
27. Marqués/Conde Ronove
28. Duque Berith
29. Duque Astaroth
30. Marqués Forneus
31. Presidente Foras
32. Rey Asmodeo
33. Príncipe/Presidente Gaap
34. Conde Furfur
35. Marqués Marchosias
36. Príncipe Stolas
37. Marqués Phenex
38. Conde Malthus
39. Presidente Malphas
40. Conde Raum
41. Duque Focalor
42. Duque Vepar
43. Marqués Sabnock
44. Marqués Shax
45. Rey/Conde Vine
46. Conde Bifrons
47. Duque Uvall
48. Presidente Haagenti
49. Duque Crocell
50. Caballero Furcas
51. Rey Balam
52. Duque Alloces
53. Presidente Caim
54. Duque/Conde Murmur
55. Príncipe Orobas
56. Duque Gremory
57. Presidente Ose
58. Presidente Amy
59. Marqués Orias
60. Duque Vapula
61. Rey/Presidente Zagan
62. Presidente Volac
63. Marqués Andras
64. Duque Haures
65. Marqués Andrealphus
66. Marqués Cimejes
67. Duque Amdusias
68. Rey Belial
69. Marqués Decarabia
70. Príncipe Seere
71. Duque Dantalion
72. Conde Andromalius

### Ars Theurgia Goetia
El segundo libro de La llave menor de Salomón es Ars Theurgia Goetia (en latín medieval, el arte de la teúrgia goética, siendo la teúrgia la invocación de espíritus no demoníacos). Este libro explica los nombres, características y sellos de los 31 espíritus aéreos de los puntos cardinales (jefes, emperadores, reyes y príncipes) que el Rey Salomón invocó y encerró, así como su naturaleza (que puede ser buena o mala), sus sirvientes, las protecciones contra ellos y los rituales para invocación. Su invocación y control permiten -en teoría- descubrir cosas ocultas, como los secretos de las personas u obtener, llevar o fabricar cualquier objeto que el conjurador les indique. Siguen un orden complejo en el libro y sus nombres varían según la traducción. Los nombres de este libro, así como los del libro siguiente (el Ars Paulina) se corresponden con los de una lista aparecida en el libro Steganographia, de Johannes Trithemius (1500).

### Ars Paulina
Es la tercera parte del Lemegeton Clavicula Salomonis, que es conocida desde la Edad Media. Según la leyenda, la Ars Paulina (en latín medieval, el arte de Pablo) fue descubierta por el apóstol San Pablo, pero en el libro es mencionado como "el arte paulino del rey Salomón". Está dividido a su vez en dos partes: el primer capítulo trata de los ángeles de cada una de las horas del día, así como sus sellos, su naturaleza, sus sirvientes (llamados duques) y su relación con cada uno de los siete planetas conocidos antiguamente; los aspectos astrológicos de su invocación; sus nombres (dos de ellos iguales a los de dos demonios del Ars Goetia) y sus rituales de invocación. El segundo capítulo trata de los ángeles que gobiernan cada uno de los signos zodiacales y cada grado de cada signo (hay 30° en cada signo); su relación con los cuatro elementos (aire, agua, fuego y tierra); sus nombres y sus sellos. El libro los llama "ángeles del hombre", ya que todas las personas nacen bajo un signo zodiacal, con el sol en un grado concreto de ellos.

### Ars Almadel
El Ars Almadel (en latín medieval, el arte del almadel) se explica cómo hacer el almadel, una tablilla de cera con sellos protectores, en la que colocan cuatro velas. El libro explica los colores, materiales y rituales necesarios para la construcción del almadel y las velas. También dice qué ángeles pueden ser invocados y cómo invocarlos, y explica que sólo se les puede pedir cosas razonables y justas. Menciona a doce príncipes que gobiernan con ellos. Las fechas y los aspectos astrológicos más convenientes para invocar a los ángeles son detallados, pero brevemente. El autor afirma haber experimentado lo que es explicado en este capítulo y tener el honor de hablar con el ángel Jossua (Hejnn).

### Ars Notoria
El Ars Notoria (en latín medieval, el arte notable o el arte de la magia) es la quinta y última parte del libro. Contiene una colección de oraciones (algunas de ellas divididas en varias partes) mezcladas con cabalística y palabras mágicas en diferentes lenguas (como griego o hebreo). El texto indica cómo deben ser pronunciadas, y la relación que estos rituales tienen con la comprensión de todas las ciencias. También se mencionan la relación de estas oraciones con las distintas fases de la luna y que las oraciones funcionan como invocaciones a los ángeles de Dios. Según el libro, la ortografía correcta de los rezos permite el conocimiento de la ciencia relacionada con cada uno de ellos, y también otorga buena memoria, estabilidad de mente y elocuencia. Añade los preceptos que tienen que ser observados para obtener un buen resultado. Por último, cuenta cómo el rey Salomón recibió esta revelación de un ángel.

## Ediciones
- Mathers, S. L. MacGregor (traductor), Crowley A. (editor), The Goetia: The Lesser Key of Solomon the King (1904). Reimpresión de 1995: ISBN 0-87728-847-X.
- de Laurence, L. W. (1916). Reimpresión de 1942: ISBN 978-0-7661-0776-2. Reimpresión de 2006: ISBN 978-1-59462-200-7.
- Henson Mitch (1999), ISBN 978-0-9672797-0-1.
- Peterson, Joseph H. The Lesser Key of Solomon: Lemegeton Clavicula Salomonis (2001), ISBN 978-1-57863-220-6.
- Skinner, Stephen & Rankine, David, The Goetia of Dr Rudd: The Angels and Demons of Liber Malorum Spirituum Seu Goetia (Sourceworks of Ceremonial Magic). Golden Hoard Press, (2007). ISBN 978-0-9547639-2-3
- Jorge Guerra (traductor), "Clavículas de Salomón". Editorial Humanitas S.L. Edición 2004. ISBN 9788479103903